# エンドレス・コミュニケーションズ
株式会社エンドレス・コミュニケーションズ（英文社名；ENDLESS COMMUNICATIONS INC.）は、東京都渋谷区に本社を置く日本の芸能プロダクション、テレビ番組制作会社、ミュージックビデオ制作会社、広告代理店。

## 概要
株式会社プロシードの関連会社である。代表取締役会長の樋口紀男は、株式会社バーニングパブリッシャーズの常務取締役を務めている。また、取締役の石川宏明は、プロシードの代表取締役を務めている。

## 沿革
- 1999年 - スノーボードブランド「kissmark」のCMキャスティングとタイアップ楽曲を制作。キャスティングに起用した小柳ゆきは楽曲と共にブレイクを果たす。その後も「kissmark」ブランドのCMにLoud-03、kazamiらをキャスティングして話題となる。この時の中心メンバーである樋口紀男、石川宏明らが増保良児、中山徹（有限会社YARD代表取締役）と共に会社設立を発案[1]。
- 2000年4月 - 「株式会社エンドレス・コミュニケーションズ」を設立。音楽出版や原盤制作はもちろん、優秀なアーティストや作家、プロデューサーの発掘、育成などを国内外にて展開。またTV番組の企画制作やCM、音楽クリップなどの映像の企画制作にも積極的に取り組み、21世紀のマルチメディアに対応するべく専門集団として活動を開始する。
- 2000年10月 - この時よりスタートした番組「流派」シリーズではHIPHOP・R&B・レゲエ といった音楽ジャンルを独占的に放送。アンダーグラウンドミュージックシーンのプロモーション番組として認知されるようになる。2001年5月～7月にオープニングに起用した三木道三はブレイクを果たす[1]。
- 2003年 - HIPHOPを中心に着メロコンテンツビジネスが急成長し、映像では「いろメロミックス」のCMを制作すると共にZEEBRA、DOUBLEをキャスティング[1]。
- 2008年 - 加藤ミリヤ、田中ロウマ、同年夏デビューの青山テルマなど、アーティストサイトを中心としたホームページの制作を開始。「流派-R」で得たHIPHOP・R&B・レゲエなどジャンル特有のノウハウを活かし、 アーティストのパーソナリティーに合ったサイトを制作。ジャンルに特化したマーケティングデータを基にサイト制作をアプローチし、Web上でのプロモーションも積極的に行った[1]。

## 所属アーティスト
- 田中ロウマ
- 米光雄作

## かつて所属していたアーティスト
- kazami
- Loud-03

## 制作ミュージック・ビデオ
- 青山テルマ
- エイジアエンジニア
- 加藤ミリヤ
- kazami
- 佐藤ひろこ
- 清水翔太
- 童子-T
- 田中ロウマ
- tick
- PANG
- MEGARYU
- MOOMIN
- Loud-03
- ラッパ我リヤ
- LITTLE

他多数

## 制作番組
- 歌スタ!!（日本テレビ）
- テレビ東京
  - Bの流派
  - 流派-R
  - DANCE@TV
  - スタメンBAND
  - R.R.R
  - アーポンギベイビー
  - 音ぱつ
  - トランス・ラバーズ
  - 徳光&コロッケの名曲の時間です
  - 東京アイドル戦線
- NEW COMER’S LIVE（スカパー!）
- アカツキ. TVショウ（スペースシャワーTV）

※制作協力含む

## 関連企業
- Infinity Music Publishing
- プロシード
- YARD